# Christian Steiof

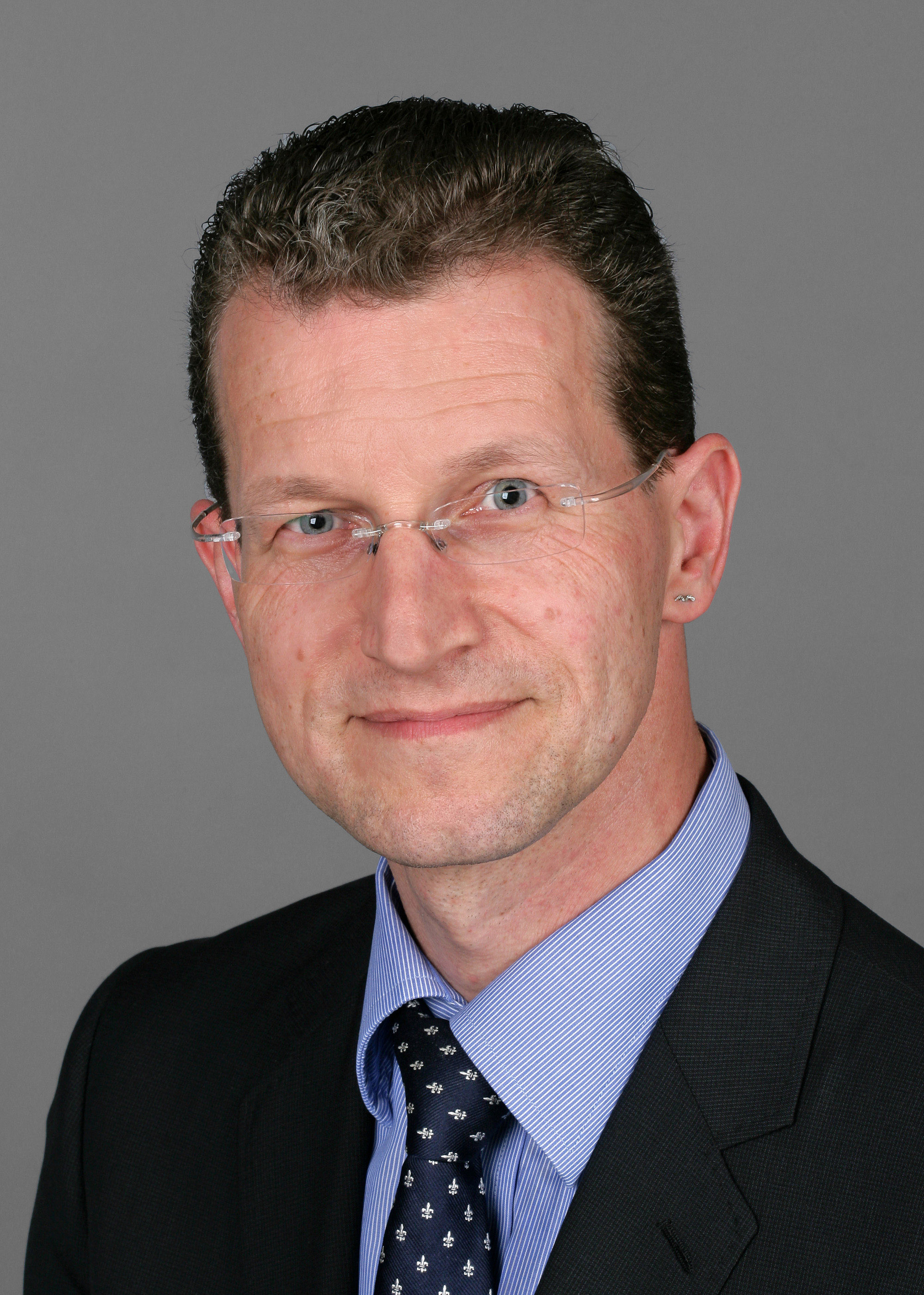
Christian Steiof

Christian Steiof (* 1965) ist seit dem 1. Mai 2011 Leiter des Landeskriminalamtes Berlin. Sein Vorgänger war Peter-Michael Haeberer.
Steiof begann 1984 seinen Dienst bei der Berliner Polizei in der gesonderten Laufbahn des Gewerbeaußendienstes, den er Ende der 1990er Jahre eine Zeit lang leitete. Vor seinem Amtsantritt als Direktor des Landeskriminalamtes leitete er den Berliner Staatsschutz und war in der Berliner Innenverwaltung beschäftigt.
Steiof ist Familienvater und lebt in Neukölln.